# Borregos CCM
Los Borregos CCM es un equipo representativo de fútbol americano universitario del Instituto Tecnológico y de Estudios Superiores de Monterrey, Campus Ciudad de México. De 1997 a 2008 participó en la Liga Mayor de la ONEFA, en 2009 en el Torneo Borregos 2009, y a partir del 2010 en la Liga Premier CONADEIP. En 2022, el programa fue reactivado y participara en la Liga Mayor de la ONEFA.
En el año 2000, bajo el mando del entrenador Jaime Antonio Martínez Celaya, obtuvieron el campeonato de la Conferencia Nacional de la ONEFA, lo que les valió el ascenso a la Conferencia de los 12 Grandes.
Al término de la temporada 2015, el Tecnológico de Monterrey tomó la decisión de unir los programas de fútbol americano de los tres campus de la Zona Metropolitana de la Ciudad de México, dando paso a la creación de los Borregos México, con jugadores de Borregos CEM, Borregos CCM y Borregos Santa Fe, naciendo así los Borregos México.

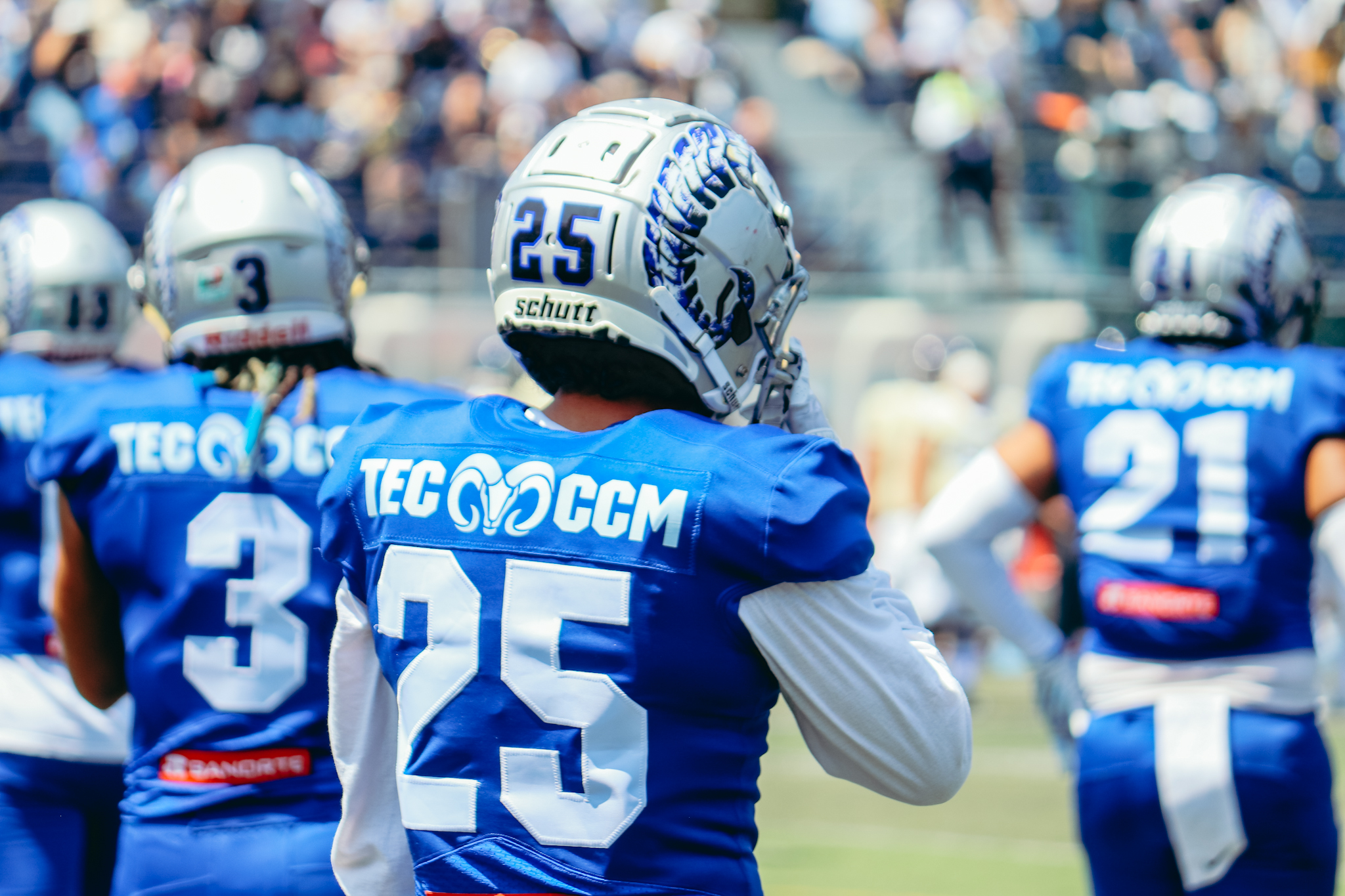

## Head coaches
| Años      | Head coach                    | Ref.  |
| --------- | ----------------------------- | ----- |
| 1997–1998 | Manuel “Pibe” Vallari         | [ 2 ] |
| 1999–2001 | Jaime Antonio Martínez Celaya | [ 2 ] |
| 2002–2003 | José Antonio Sandoval         | [ 2 ] |
| 2004–2005 | Mario Revuelta Zúñiga         | [ 2 ] |
| 2006–2011 | César Martínez                | [ 2 ] |
| 2012–2015 | Ángel Medina                  | [ 2 ] |
| 2022-     | Hugo Israel Lira Hernandez    |       |